# Fiat 512
La Fiat 512 est une imposante automobile fabriquée par le constructeur italien Fiat entre 1926 et 1928.
Reposant sur la même base châssis et mécanique que la Fiat 510 qu'elle remplaça, elle bénéficia d'une nouvelle carrosserie, en plus des classiques de l'époque - berline, torpédo, coupé de ville et landaunet, la version limousine.
Sa production de 2 583 exemplaires sera essentiellement exportée, en Grande-Bretagne et Australie notamment.